# Hybrid Access
Hybrid Access (englisch wörtlich für „gemischter …“ und hier weiter übertragen „gebündelter Zugriff“) ist ein Verfahren, unterschiedliche Internet-Zugangsverbindungen, z. B. über Festnetz und Mobilfunk, zu einem gemeinsamen Netzanschluss zusammenführt (oder auch zu „bündeln“). Das Ziel ist, die Bandbreite mehrerer verfügbarer Netzanbindungen gleichzeitig zu nutzen und damit auch die Ausfallsicherheit der so gebündelten Netzanbindung zu verbessern. Es ist auch ein Verfahren zur Stärkung des Breitband-Ausbaus, insbesondere im unterversorgten ländlichen Raum.

## Technologie und Standardisierung
In weit gefasstem Sinne können Hybrid-Access-Lösungen beliebige Netzwerkzugangstechnologien wie DSL, Kabel, LAN, WLAN, LTE, 5G, Satellit etc., in einem Anschluss kombinieren. Das Broadband Forum beschreibt Hybrid Access Breitband Netzwerk Architekturen im Standard TR-348.
Das Broadband Forum unterscheidet zwei Szenarien:
1. mit nur einem Hybrid Anschlusspunkt (Router) im Kunden-Anschluss-Bereich: Hybrid Customer Premises Equipment (HCPE) oder
2. mit zwei Hybrid Anschlusspunkten, dem HCPE und dem Hybrid Access Gateway (HAG) im Netz des Internet Service Providers.

Nur die zweite Variante ermöglicht die Kontrolle in beide Richtungen (Up- und Downstream), so dass der Datenverkehr am Eingangspunkt aufgeteilt und am Endpunkt koordiniert zusammengefasst wird, siehe Abbildung.

## Aufteilung des Datenverkehrs
Für die Aufteilung von Datenverkehr über verschiedene Wege und Technologien können folgende Verfahren und Protokolle auf Leitungs-, Netz- und Transportebene genutzt werden:
- Leitungsebene (Layer 2): Multilink Point-to-Point Protocol (MLPPP)[3] und Link Aggregation Control Protocol (LACP)
- Netzebene (Layer 3): Verkehrsaufteilung über IP Tunnel (GRE Tunnel, VPN)[4] oder Equal Cost Multi Path (ECMP)
- Transportebene (Layer 4): Multipath TCP (MPTCP)[5] zur Aufteilung von parallelen TCP Flüssen, Multipath QUIC (MPQUIC)[6][7]

Die ersten am Markt etablierten Hybrid Access Lösungen zur Kombination von Festnetz und Mobilfunk nutzen IP Tunnel auf Netzebene (Vibrinet: über VPN, MagentaZuhause Hybrid: über GRE Tunnel), siehe folgender Abschnitt über die Verbreitung in Deutschland.
Zudem gibt es Forschungs- und Entwicklungsarbeiten zur hybriden Kombination von Festnetz- und Satelliten-Verbindungen, die durch eine enorme Zunahme der Satelliten-Kapazitäten für die Telekommunikation u. a. durch das Starlink Projekt in den nächsten Jahren an Bedeutung gewinnen.
Hybrid Access Technologien und Protokolle sind auch für die mobile Kommunikation nützlich, um alle verfügbaren Übertragungskapazitäten in der aktuellen Umgebung zu einer größtmöglichen Anschluss-Bandbreite zu bündeln.
Zur effizienten Kontrolle der Aufteilung der Datenströme gibt es verschiedene Optionen:

### Bevorzugte Primär-Verbindung
Eine primäre Verbindung wird bevorzugt genutzt, wobei Übertragungen über weitere Verbindungen erst dann erfolgen, wenn die primäre Verbindung überlastet ist. Die Verbindung mit den besten Übertragungseigenschaften, i. d. R. Festnetz, eignet sich als Primärverbindung (Feste Mindest-Bandbreite, geringe Verzögerung, hohe Verfügbarkeit). Vorteil: Man kann erwarten, dass die Hybrid Lösung stets genauso gute Übertragungsqualität liefert wie die Primär-Verbindung, sowie eine höhere Bandbreite und Ausfall-Absicherung über die Sekundärwege.

### Verteilung je nach Anwendung
Bestimmte Anwendungen werden bevorzugt bestimmten Verbindungen zugeordnet, z. B. Echtzeit-Anwendungen (Voice, Gaming etc.) der Verbindung mit der kleinsten Verzögerung bzw. Video-Streaming über die Verbindung mit der größten verfügbaren Bandbreite. Das setzt voraus, dass die Anwendung bei der Aufteilung von Daten-Einheiten bekannt ist. Allgemein können IP Datenpakete auch in einer QoS-Klassen-Einteilung markiert und gemäß der Markierung im hybriden System verteilt werden.

### Fluss-basierter Lastausgleich
Alle Daten eines Flusses auf Transportebene (TCP, QUIC Fluss mit einheitlichem 5-Tupel) werden über dieselbe Verbindung verschickt. Verschiedene Flüsse werden zum Lastausgleich auf verschiedene Wege verteilt. Damit haben einzelne Anwendungen und die zugehörigen Transportflüsse einheitliche Verzögerung. Auch ECMP gewährleistet einen Fluss-basierten Lastausgleich. Vorteil: Alle Daten eines Flusses erfahren ähnliche Übertragungseigenschaften und überholen sich nicht auf verschiedenen Wegen. Nachteil: Ein Fluss und die zugehörige Anwendung kann nur eine Verbindung nutzen. Auch für wenige Flüssen mit unterschiedlichem Verkehrsaufkommen kann die Bandbreite der hybriden Lösung meistens nicht effizient ausgeschöpft werden.

### Paket-basierter Lastausgleich
IP Pakete werden ohne Bezug zu Flüssen und Anwendungen so auf die Hybrid Access Verbindungen verteilt, dass diese etwa gleich gut ausgelastet sind. Vorteil: Die Lastaufteilung kann sich genau an den vorhandenen Kapazitäten orientieren. Nachteil: Die Daten jeder Anwendung werden fortlaufend auf unterschiedliche Transportmedien aufgespalten, was zu unterschiedlichen Verzögerungen (Delay Jitter) und zu Paketen in falscher Reihenfolge beim Empfang führt. Für Echtzeit-Dienste wie Sprachübertragung ist das problematisch und kann auch bei Download- und Streaming-Diensten über TCP, QUIC etc. den Daten-Durchsatz reduzieren.

## Qualität und Effizienz von Hybrid Access
Auch wenn falsche Paket-Reihenfolgen bei Mehrweg-Übertragungen auf Transport-Ebene durch TCP, QUIC wieder korrigiert werden, ist mit langen und variablen Paket-Verzögerungen je nach den kombinierten Übertragungsmedien zu rechnen. Echtzeit-Anwendungen sollten daher ohne Aufteilung über den Kanal mit der geringsten Verzögerung laufen. Selbst für Verzögerungs-tolerante Streaming- und Daten-Übertragungen wird die Fehler- und Lastkontrolle erschwert, wenn sie Wege mit verschiedenartiger Charakteristik einbeziehen muss. Besser ist eine Lastkontrolle pro beteiligtem Transportmedium z. B. mittels MPTCP, um eine gute Auslastung in Anpassung an dessen jeweilige Verzögerung und Fehleranfälligkeit zu erreichen. Ansonsten kann eine Hybrid-Access Lösung ein eigenes Protokoll zur Last-Kontrolle des Gesamt-Verkehrs einführen, wenn die üblichen Protokolle TCP, QUIC auf Transportebene nicht effizient genug sind, um verfügbare Bandbreiten auszuschöpfen.

## Vorläufer und Entwicklungen
Ein Ursprung von Hybrid Access ist in der Kanalbündelung von Zugangsmedien zu sehen, wie sie schon zwischen ISDN und Modemzugängen vor 2000 umgesetzt wurde. Netzbetreiber befassen sich seit 2005 mit Multihoming von Netzübergängen, um Router über mehrere separate Zugänge anzuschließen, siehe LISP. Mit wachsender Bandbreite über unterschiedliche drahtlose Übertragungstechniken von Bluetooth über WiFi, zellulare Netze bis hin zu Satelliten-Kanälen hat die Verfügbarkeit heterogener Netz-Anschlüsse an Routern und Endgeräten zugenommen. Entsprechend wurden auch Verfahren und Protokolle entwickelt, um in einer heterogenen Netz-Umgebung eine optimale Anbindung über mehrere Übertragungsmedien gleichzeitig zu nutzen. Die IETF hat Protokoll-Entwicklungen u. a. in Arbeitsgruppen für Multi Path TCP (MPTCP) und BANdwidth Aggregation for Network Access (BANANA) vorangetrieben.

## Verbreitung in Deutschland

### Geschäftskundenmarkt
Die 1980 gegründete Controlware GmbH bietet seit 1999 ISDN-Backup-Systeme (IBS) an und startete 2007 kommerziell den IBS Cirus 100, der automatisch die Zugangstechnologien wechseln kann und auch Lastverteilung für IP-Zugang über T1, ISDN, UMTS und xDSL vornehmen kann. Die Firma Viprinet hat seit 2007 ein Verfahren patentiert, das mehrere Festnetz- und Mobilfunk-Anschlüsse auch von verschiedenen Netzprovidern zu einem VPN Multichannel bündelt. Viprinet versorgte nach eigenen Angaben 2019 mehr als 3000 Kunden mit 8000 Installationen ihrer Hybrid-Access-Lösung.

### Privatkunden
Seit 2015 bietet die Deutsche Telekom Hybrid Access als "MagentaZuhause Hybrid" Produkt für Privatkunden an, das einen DSL- und einen LTE-Anschluss kombiniert. Nach Angaben in Geschäftsberichten der Telekom wird das Hybrid Access Produkt von über 500.000 Kunden genutzt. Die Lösung setzt auf DSL als Primärverbindung und schaltet LTE hinzu, wenn die Bandbreite von DSL nicht ausreicht, bzw. schaltet um auf LTE, wenn DSL ausfällt, wobei dann auch Telefonie über LTE weitergeführt wird.